# Università Nazionale del Ruanda
L'Università Nazionale del Ruanda (in francese, Université nationale du Rwanda) è la principale università statale del Ruanda (Africa orientale). Rimase chiusa durante il genocidio tra il 1994 e il 1995.